# Forsyth (Missouri)
Forsyth település az Amerikai Egyesült Államok Missouri államában, Taney megyében, melynek megyeszékhelye is. Lakosainak száma 2730 fő (2020. április 1.).

## Népesség
A település népességének változása:

| 2010 | 2 255 |
| 2020 | 2 730 |